# 馮鏗

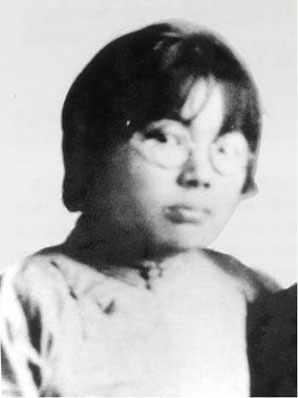
冯铿肖像

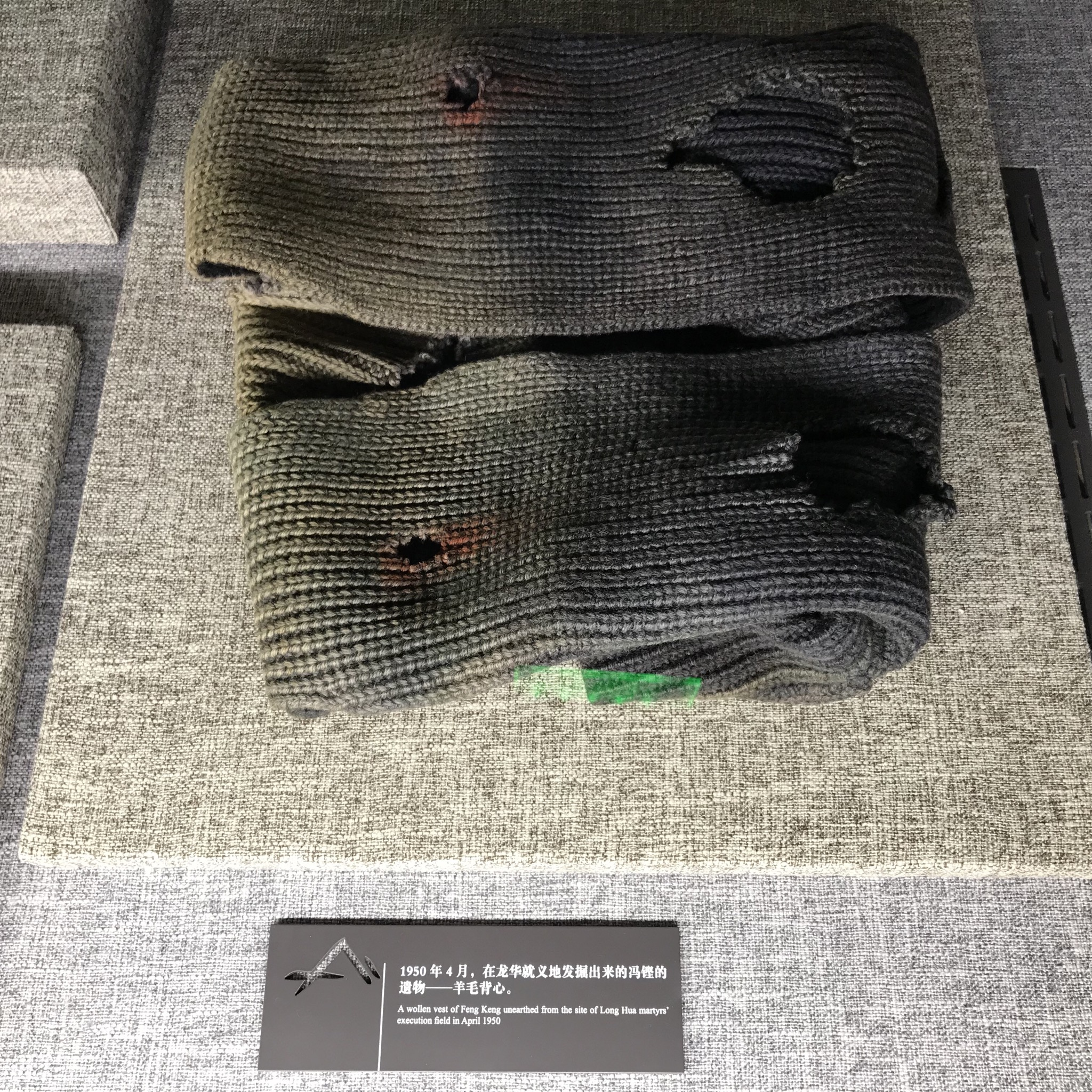
1950年4月，在龙华就义地发掘出来的冯铿的遗物——羊毛背心。

馮鏗（1907年10月10日—1931年2月7日），又名嶺梅。廣東潮州潮安人，著名女作家、女詩人，“左聯五烈士”之一，龙华二十四烈士之一。
出生于贫穷的教师家庭。1925年開始發表習作，多是些抒情小诗。此後創作題材有所擴大。1926年毕业于汕头左联中学，在乡间小学任教。1929年春到上海，同年5月经杜国庠介绍加入中国共产党。1930年加入“左聯”，並于同年5月與柔石、胡也频、殷夫代表“左聯”參加在上海秘密召开的“全國蘇維埃區域代表大會”，后任“中华全国苏维埃代表大会中央准备委员会”秘书。
1931年1月17日與柔石、殷夫、胡也频、李伟森等人同時被国民政府上海政权捕，2月7日於龍華獄中被处决或活埋。由于所處的政治環境及其他一些原因，直到1986年才出版了其唯一的著作集《重新起來》。
冯铿在左联认识柔石后，成为他的情人。冯铿是在柔石29岁生日（1930年9月28日）之后与他同居的，但是时间不长，4个月后两人双双被处决。